# ダライ・ラマ
ダライ・ラマ（ラテン翻字: Dalai Lama、ཏཱ་ལའི་བླ་མ་、taa-la’i bla-ma、達頼喇嘛）は、チベット仏教ゲルク派の高位のラマであり、チベット仏教で最上位クラスに位置する化身ラマの名跡。チベットとチベット人民の象徴たる地位にある。
その名は、大海を意味するモンゴル語の「ダライ」と、師を意味するチベット語の「ラマ」とを合わせたものである。
ダライ・ラマは17世紀（1642年）に発足したチベット政府（ガンデンポタン）の長として、チベットの元首の地位を保有し、17世紀から1959年までの間のいくつかの特定の時期において、チベットの全域（1732年以降は「西藏」を中心とする地域）をラサから統治するチベット政府を指揮することがあった。現ダライ・ラマ14世は、チベット動乱の結果として1959年に発足した「チベット臨時政府（のち中央チベット行政府、通称チベット亡命政府）」において、2011年3月14日に引退するまで政府の長を務めていた。現在のチベット亡命政府では、「チベットとチベット人の守護者にして象徴」という精神的指導者として位置づけられている。

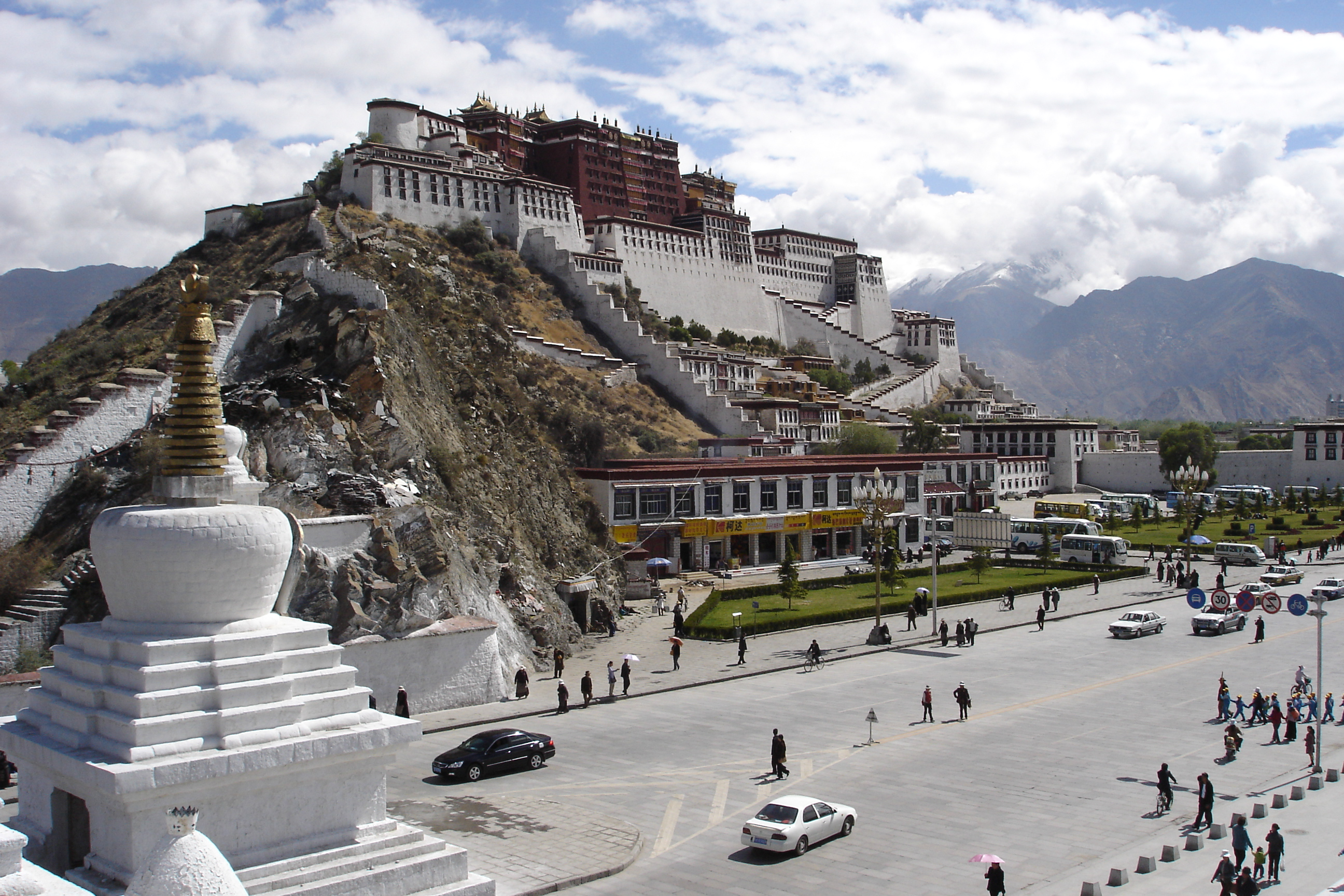
ダライ・ラマの居城ポタラ宮

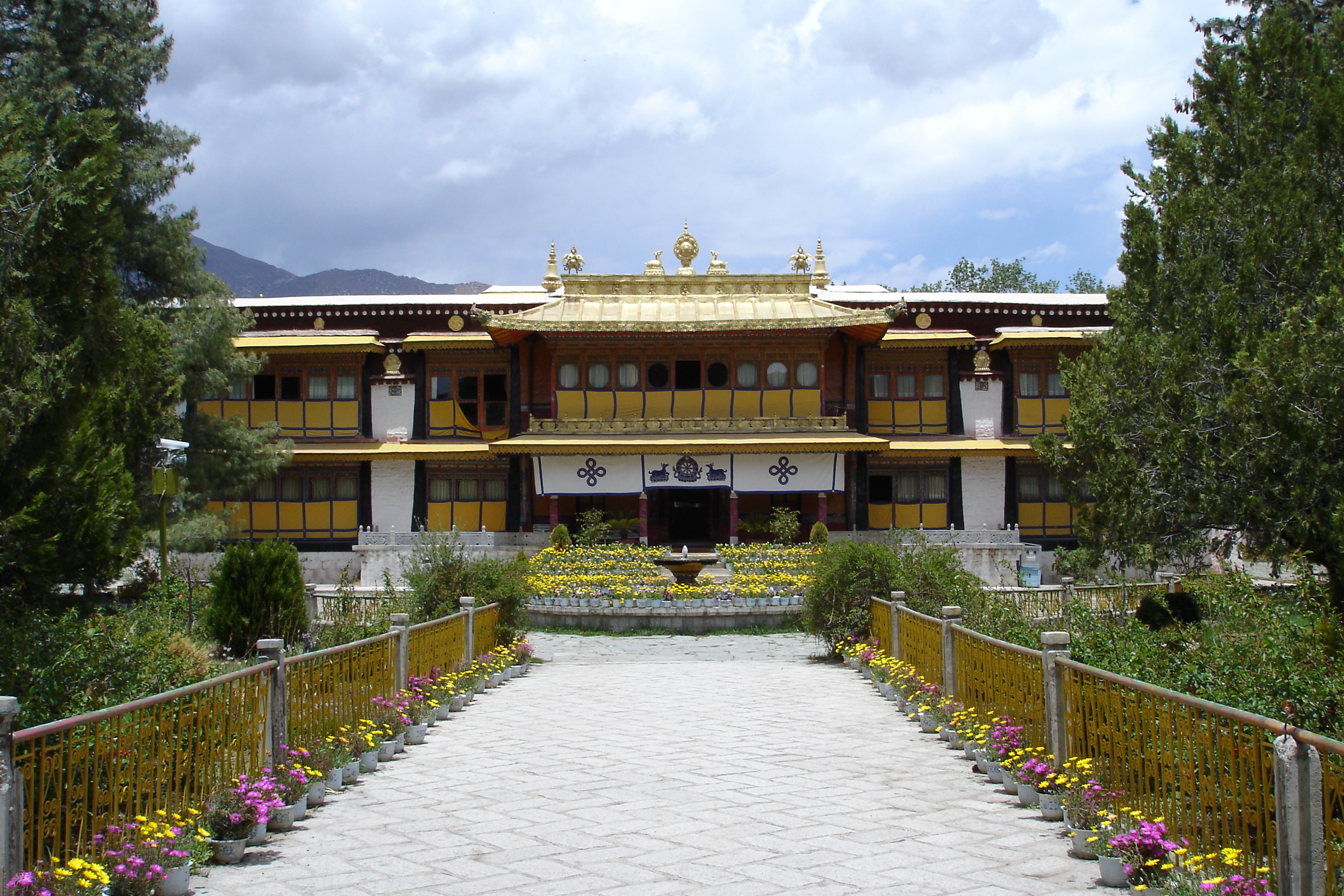
夏の離宮ノルブリンカ

## 概説
チベット仏教では、チベットの国土と衆生は「観音菩薩の所化」と位置づけられ、チベットの人々は観音菩薩をチベットの守護尊であると考えるようになった。ダライ・ラマはその観音菩薩の化身とされる転生系譜である。ラサのポタラ宮は、第五世以降の歴代ダライ・ラマの居城であり、チベット仏教における聖地となっている。チベット仏教の信者らはその居城へ一生に一度は巡礼することを目標としており（最も聖なる巡礼方法は五体投地とされる）、信者らからはイーシン・ノルブ（如意宝珠の意）と尊称される存在である。日本ではチベット仏教の法王とも呼ばれるが、チベット仏教で法王と呼べる存在は、かつて明朝より大宝法王の称号を贈られたカルマ派のカルマパや、北ドゥク派のギャルワン・ドゥクパなど複数存在する。
多くの場合、ダライ・ラマはゲルク派の指導者であると考えられているが、ゲルク派の首座はガンデン・ティパ（ゲルク派の総本山ガンデン寺の座主）であり、ダライ・ラマもゲルク派の中ではガンデン・ティパの属下にある。ただし、ガンデン・ティパという地位はダライ・ラマによって任命される任期制の役職であり、実際に多大な影響力を有しているのはダライ・ラマの方である。
ダライ・ラマはゲルク派の有力な宗教指導者から始まった転生ラマ制度であったが、ダライ・ラマ5世の代に至ってチベットを支配する政治的権威をも身にまとうようになった。第六世以降のダライ・ラマはモンゴルや清朝という外部勢力によって改廃させられたり、未成年時には摂政が政務を代行したため、ダライ・ラマ本人がつねに実権を掌握していたわけではなかった。とはいえ、観音菩薩の化身たるダライ・ラマに具わるある種の理念的な権力はつねに機能しており、清朝などの介入者や実権を握った摂政らも、その権威を否定することはできず、少なくとも形式上はダライ・ラマの教導に従う態度を示していた。

### 呼称
「ダライ・ラマ」は、16世紀のモンゴル諸部族の間で最有力指導者であったアルタン・ハーンより贈られたモンゴル語の称号に由来し、アジア、欧米などで広く用いられる通称。チベット語でも、ཏཱ་ལའི་བླ་མ་ (taa-la’i bla-ma) と表記されるが、チベットでは対外的文書などに用いられるにすぎず、チベット人の間では敬称として「ギャルワ（またはギャワ、ラサ方言ではゲェワ）・リンポチェ」（猊下に当たる敬称、貴い勝者の意）や「クンドゥン」（御前）などと呼ばれる。ダライ・ラマ法王日本代表部事務所では、日本語名称は「ダライ・ラマ法王」、敬称は「猊下」（His Holiness）としている。仏教史『ヴァイセル』では「タムチェキェンバ (thams cad mkyen pa)」、同『パクサムジョンサン』では「ギャルワン (rgyal dbang)」の称号で呼ばれている。
ラテン文字慣用表記：Dalai Lama, チベット語：ཏཱ་ལའི་བླ་མ་； ワイリー方式：taa-la’i bla-ma, 中国語簡体字：达赖喇嘛； 繁体字：達賴喇嘛； 漢語ピンイン：Dálài Lǎmāなど。

### 継承
ダライ・ラマが没すると、その遺言や遺体の状況、神降ろしによる託宣、ラサから約145キロの地点のチョコル･ギャルにあり、ダライ・ラマの護法尊パルデン・ハモ（吉祥天母）の魂が宿るとされる聖なる湖であるラモイ・ラツォ湖の観察、夢占い、何らかの奇跡などを元に僧たちによって次のダライ・ラマが生まれる地方やいくつかの特徴が予言される。その場所に行って子どもを探し、誕生時の特徴や幼少時の癖などを元にして、その予言に合致する子どもを候補者に選ぶ。その上でその候補者が本当の化身かどうかを前世の記憶を試して調査する。例えば、先代ゆかりの品物とそうでない品物を同時に見せて、ダライ・ラマの持ち物に愛着を示した時、あるいはその持ち物で先代が行っていたことと同様の癖を行ったりした場合に、その子どもがダライ・ラマの生まれ変わりと認定される。
認定された転生者は幼児期にして直ちに法王継承の儀式を受けるが、この時点ではあくまで宗教的権威に留まる。成人に達すると（通例は18歳）「チベット王」として改めて即位を執り行い、初めて政治的地位を持つこととなる。先代の遷化（死亡）から新法王の即位までの間は、摂政が国家元首の地位と政務を代行する。

## 歴史

### ゲルク派の「化身ラマ」制度導入
ダライ・ラマ1世ゲンドゥン・ドゥプパ（1391年 - 1474年）は、チベット仏教ゲルク派の開祖ツォンカパの直弟子であった。一世から四世（1589年 - 1617年）までのダライ・ラマは、チベットと周辺地域で広く尊敬を集めた学僧であったが、「偉大なる五世」と呼ばれるダライ・ラマ5世ガワン・ロサン・ギャツォ（1617年 - 1682年）は、優れた学僧であっただけでなく、モンゴルの豪族グーシ・ハーンの後ろ盾を得て、1642年にチベットの政治的支配者となったとされる。以来、歴代ダライ・ラマは、チベットのみならずモンゴル人や満州人にも影響力をもつ宗教的権威者の立場と、チベットを統べる政治的権威を有する君主の立場とを兼ね備えた僧侶君主となり、チベット第一の都市であるラサを基盤とする政体（ガンデンポタン）の最高権威者として君臨した。しかしその後の歴史の中では、ダライ・ラマ本人がつねに名実ともにその権力を掌握していたわけではなく、とりわけ九世から十二世までのダライ・ラマはいずれも夭折したため、実権を行使して親政を行うことがほとんどなかった。

### アルタン・ハーンより授かったモンゴル語の称号

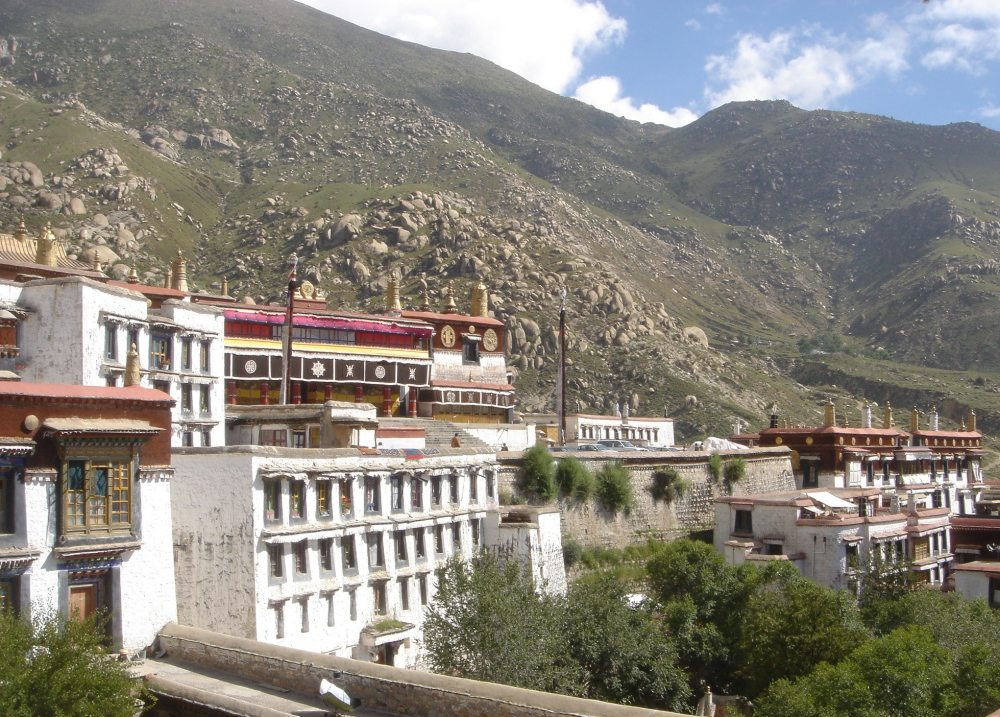
デプン寺。ポタラ宮に居を移す前のダライ・ラマの拠点であった。

ダライ・ラマという称号はモンゴル人の支配者アルタン・ハーンが当時のデプン寺の座主であったスーナム・ギャツォを師と仰ぎ、贈った称号。この時の正式な称号は「ダライ・ラマ・バジュラダーラ」 Dalai-bla-ma bazra dhari といった。最初にダライ・ラマの称号を用いたのはスーナム・ギャツォであったが、かれを一世とはせず三世とし、遡ってゲルク派の宗祖ツォンカパ大師の弟子ゲンドゥン・ドゥプパを一世とした。「ダライ」とは、モンゴル語で「大海」を意味する。「ラマ」はチベット語で「師（教師・指導者）」を意味する。第二世ゲンドゥン・ギャツォ以来、歴代の法名に襲名されている「ギャツォ」とはチベット語で「海」を意味し、モンゴル語の「ダライ」と対応する。

### 権威の成長
ダライ・ラマの名跡は、ゲルク派の宗祖ツォンカパの高弟ゲンドゥンドゥプを初代とし、代替わりが進むにつれ、ラサ三大寺のセラ・デプン両寺の座主職を兼任するようになるなど、ゲルク派内の地位を高めていった。また、同派のモンゴル布教の最前線に立ち、1578年第三世スーナム・ギャツォが当時のモンゴルの最高実力者アルタン・ハーンとチョ・ユン関係（施主・福田）を築くなど、モンゴルに対する大きな影響力をも持つようになった。
1636年、後金の王ホンタイジが、ボルジギン氏（チンギス・ハーンの子孫）ではないにもかかわらずハーンの地位に即位（即位と同時に国号を大清と変更）するという事態が起きたとき、ハルハとオイラトの諸部は友好使節団を派遣して愛新覚羅氏による「ハーン」位継承を追認したが、この使節団は名目上、「清朝によるダライラマへの使者派遣に、自分たちの使者も同行させてほしい」ことを申し入れることを目的としていた。
ホシュート部の指導者グーシ・ハーンは、清朝に使節団を派遣した1637年よりチベットの征服に着手、オイラト軍を率いて1642年までに中央チベット・アムド・カムなどチベットの大部分を制圧した。グーシ・ハーンはアムドをホシュート部の直轄地とし、中央チベット全域をダライ・ラマに寄進して広大なダライ・ラマ領とした。これをもってダライ・ラマを頂点とする政権が中央チベットに樹立されることになった。その後グーシ・ハーンも初代摂政スーナム・チュンペルも相次いで亡くなったため、ダライ・ラマ5世は着々と自らの権力を固めることができ、かれをチベットの最高権威として擁立せしめたモンゴル人たちの宗主権は有名無実と化した。また、当初ダライ・ラマ政権は中央チベットのみに支配を及ぼしていたが、後にその支配地域を拡大していくことになる。こうして名実ともにダライ・ラマ5世がチベットの支配者となったとされる。
ダライ・ラマの信者であるグーシ・ハーンによるチベットの制圧は、チベットの宗教界と世俗の権力構造に大きな変動をもたらした。ダライ・ラマの名跡は、それまでの「ゲルク派の有力名跡」という宗教的権威のみならず、チベットで最も肥沃で人口稠密なダライ・ラマ領を掌握するのに加え、グーシ・ハーン一族や、グーシ・ハーン一族に従属する諸侯たちの領主権の認定、各地のゲルク派寺院の人事権の認定に携わるなど、宗教的・世俗的な権威と権限をチベットにおける支配地域で行使するという、聖俗両権を一身にまとう地位となった。

### 認定をめぐる外部勢力の介入
ダライ・ラマ6世ツァンヤン・ギャツォによる比丘戒の不受と沙弥戒の返上、その後の放蕩は、1642年以来ダライ・ラマ擁立の後ろ盾となってきたグーシ・ハーン一族の分裂をもたらし、ツァンヤン・ギャツォに替えて別の六世エシェ・ギャツォを擁立する「ラサン派」と、中国へ流刑される途上1705年に死去したツァンヤン・ギャツォの「生まれ変わり」として擁立されたケルサン・ギャツォを擁する「反ラサン派」が対立することとなった。
対立は、オイラト本国（当時ジュンガル部が支配）や清朝などの外部勢力を巻き込んだ戦乱の果て、1720年、ケルサン・ギャツォがダライ・ラマとして正式に即位する形でとりあえず決着した。ただしチベット人やモンゴル人たちがケルサン・ギャツォを「ツァンヤン・ギャツォの生まれ変わりであるダライラマ7世」として認定したのに対し、清朝は当初「ロサン・ギャツォの生まれ変わりであるダライラマ6世」として扱った。清朝がケルサン・ギャツォのダライラマとしての代数を、チベット人・モンゴル人が認定している通り七世として認めるのは、18世紀末、康熙帝の曾孫嘉慶帝の代まで下る。
ダライ・ラマ8世の代に起こったグルカ戦争を機に、清朝の乾隆帝は化身ラマの選定方法に介入し、「セルブム（黄金の瓶）」をチベットに贈り、ダライ・ラマとパンチェン・ラマなど化身ラマの大名跡の認定にこの瓶を活用するよう求めた（→金瓶掣籤。ダライ・ラマについては、10世から12世までの選定に用いられた）。

### ギャルツァプ職の出現
19世紀初頭にダライ・ラマ8世が遷化して以来、ダライ・ラマの転生者の捜索はチベット貴族の勢力争いの場となり、恣意的な人選が行われた。この時期の四代のダライ・ラマはいずれも早世しており、十世から十二世までのダライ・ラマは政治的実権を握る成人前後に急逝している。このような状況下で有力僧侶や貴族が摂政となって実権を握り、貴族や大寺院の権力争いや陰謀が横行する混迷の時期が続いた。ダライ・ラマ7世遷化の後、ラサの四大院の名跡の中のひとりがガンデンポタンの首班ギャルツァプ（rgyal tshab）職に就く体制が成立した。1642年〜1705年に存在したデシー（sde srid）職が、「ダライ・ラマの下で世俗の権限を行使する「首相職」」とでもいうべき地位であったのに対し、ギャルツァプ職はダライ・ラマの代理としてその権限を行使する「名代」、「摂政」というべき地位であり、絶大な職権があった。

## 位置づけ

### 中国の王朝との関係
ダライ・ラマは現在、「ゲルク派の最高指導者」ではなく「チベット仏教の最高指導者」であると言われている（実際にダライ・ラマがチベット仏教を統括しているかどうかは別として）。このことの歴史的背景には、クビライとパクパが築いた「施主と帰依処」の関係を端緒とする「領天下釈教」、すなわちチベット仏教（の領袖）が天下の仏教の上に立つという思想がある、と田中公明は指摘している。この発想は、チベット仏教が対中国的に自らの権威を強調するのに利用された。パクパの後にチベット仏教の権威者として「領天下釈教」の称号を得たのは、明の永楽帝より「大宝法王」の号を授与されたカルマパ5世テシンシェクパであり、その後、清の順治帝の招聘を受けたダライ・ラマ5世がこのタイトルを得た。したがって中国の王朝との関係において、名目上カルマパが得た地位をダライ・ラマが引き継いだ形になる。ただし、清朝がチベット仏教の最高権威としてダライ・ラマに贈った「所領天下釈教」の肩書は、元代にパクパが得た地位とは異なり、漢人の仏教までも領掌するものではなかった。その後、7世の代にダライ・ラマ政権が清朝の保護下に入ると、ダライ・ラマは宗主たる清朝皇帝のために祈願する義務を負った。
中華人民共和国の一白書では、ダライ・ラマの称号とチベットの政教一致体制の確立は1653年に清朝皇帝がダライ・ラマ5世に尊称を贈ったことに始まるかのように記述している。チベット亡命政権はこれに対し、ダライ・ラマの称号はそれよりずっと前のダライ・ラマ3世とモンゴルのアルタン・ハーンとの関係から始まるものであること、また、ダライ・ラマ5世の政治的権威は清朝成立とは無関係にグーシ・ハーンとの関係において確立したものであるという事実を挙げて反論している。また、ダライ・ラマと清朝皇帝との「帰依処・檀越」の関係は個人的なものであったと主張し、清帝国の一部ではあっても支配層ではなかった漢人が清朝皇帝とダライ・ラマの関係に介在したことはないため、中国がチベットに対して主権を主張することに歴史的正当性はないとしている。

### パンチェン・ラマとの関係
ダライ・ラマはゲルク派において最重要の化身ラマであるが、ダライ・ラマに次いで重要な化身ラマであるパンチェン・ラマと併せて、ゲルク派の二大ラマとか二人の最高指導者とみなす場合もある。この二人の化身ラマの密接な関係を、チベットの人々は太陽と月になぞらえた。パンチェン・ラマは阿弥陀如来の化身とされ、ダライ・ラマに比肩しうる智慧をもつ高僧と考えられていた。カルマ派ではシャマルパという化身ラマがあり、法王たるカルマパの死後、その転生者に選ばれた次の法王が成人するまでの空白を補う副法王の役割をもっているが、ダライ・ラマとパンチェン・ラマもこれと似た正副法王に当たり、相互に師弟関係にあった。ただし、パンチェン・ラマはシガツェに常駐していることが多く、ダライ・ラマ未成年時に摂政として政務を代行したのは、多くの場合ラサにいる別のラマであった。
パンチェン・ラマはダライ・ラマとは異なり、原則的に世俗的な政治権力は有していなかった。ダライ・ラマはガンデンポタンの長としてウー地方のラサを基盤としていたのに対し、パンチェン・ラマはタシルンポ寺の座主としてツァン地方のシガツェ周辺を所領としていた。1727年、清朝はゲルク派内の勢力均衡を図るため、パンチェン・ラマの政治権力を強化させようとして、ツァンと西チベットをパンチェン・ラマの領地と定めた。この措置の政治的効果はさほど大きくなかったものの、その後の時代においてダライ・ラマとパンチェン・ラマの間で（あるいはラサとシガツェの間で）幾度か軋轢が生じる遠因となった。
なお、チベット亡命政府は、パンチェン・ラマの地位に関する中華人民共和国の主張に対する反論の中で、シガツェやタシルンポ寺の行政もダライ・ラマ政庁の任命した行政官が担っていたことを強調している。

### ガンデン・ティパとの関係
ダライ・ラマはゲルク派の最も有名な僧侶であり、事実上、ゲルク派の総帥や宗主のように扱われることがあるが、ゲルク派の管長ではない。本来は総本山ガンデン寺の座主（ガンデン・ティパ）がゲルク派の最高指導者である。ガンデン・ティパはゲルク派の学僧の頂点に立つ役職であり、宗祖ツォンカパの後継者としてゲルク派の教法を管掌する法主の立場にある。その上座にはダライ・ラマとパンチェン・ラマ以外座ることを許されなかった。ガンデン寺における席がダライ・ラマのそれより高いことから、ゲルク派内での宗教上の格式はダライ・ラマよりも上位にあると解釈することができる。
16世紀、ゲルク派の教勢拡大に伴って他派との摩擦が生じた際、政敵であったカルマ派のカルマパなどと比べると、ゲルク派の教主であるガンデン・ティパは交代制で任期が短かったため、求心力やカリスマ性を獲得し難い面があった。ダライ・ラマは、そのような時代にデプン寺とセラ寺の座主を兼任して事実上のゲルク派の最高指導者となった学僧ゲンドゥン・ギャツォ（ダライ・ラマ2世）、そしてその転生者とされたスーナム・ギャツォ（ダライ・ラマ3世）に始まる転生系譜であり、ゲルク派の統合の象徴であった。

## 歴代の一覧
| 代数    | 名前                         | 生没年            | チベット語表記（ワイリー方式）            | 備考     |
| ------- | ---------------------------- | ----------------- | ----------------------------------------- | -------- |
| 1世     | ゲンドゥン・ドゥプパ         | 1391年 - 1474年   | dge-'dun grub-pa དགེ་འདུན་གྲུབ་པ་             | 追贈     |
| 2世     | ゲンドゥン・ギャツォ         | 1475年 - 1542年   | dge-'dun rgya-mtsho དགེ་འདུན་རྒྱ་མཚོ་          | 追贈     |
| 3世     | スーナム・ギャツォ           | 1543年 - 1588年   | bsod-nams rgya-mtsho བསོད་ནམས་རྒྱ་མཚོ་        |          |
| 4世     | ユンテン・ギャツォ           | 1589年 - 1616年   | yon-tan rgya-mtsho ཡོན་ཏན་རྒྱ་མཚོ་            |          |
| 5世     | ロサン・ギャツォ             | 1617年 - 1682年   | blo-bzang rgya-mtsho བློ་བཟང་རྒྱ་མཚོ་          |          |
| 6世     | ツァンヤン・ギャツォ         | 1683年 - 1706年   | tshangs-dbyangs rgya-mtsho ཚངས་དབྱངས་རྒྱ་མཚོ་ |          |
| 対立6世 | ガワン・イェシェー・ギャツォ | 1686年 - 没年不詳 | ye-shes rgya-mtsho ངག་དབང་ཡི་ཤེས་རྒྱ་མཚོ་      | 欄外参照 |
| 7世     | ケルサン・ギャツォ           | 1708年 - 1757年   | bskal-bzang rgya-mtsho བསྐལ་བཟང་རྒྱ་མཚོ་      |          |
| 8世     | ジャムペル・ギャツォ         | 1758年 - 1804年   | 'jam-dpal rgya-mtsho འཇམ་དཔལ་རྒྱ་མཚོ་        |          |
| 9世     | ルントク・ギャツォ           | 1806年 - 1815年   | lung-rtogs rgya-mtsho ལུང་རྟོགས་རྒྱ་མཚོ་        |          |
| 10世    | ツルティム・ギャツォ         | 1816年 - 1837年   | tshul-khrims rgya-mtsho ཚུལ་ཁྲིམས་རྒྱ་མཚོ་      |          |
| 11世    | ケードゥプ・ギャツォ         | 1838年 - 1856年   | mkhas-grub rgya-mtsho མཁས་གྲུབ་རྒྱ་མཚོ་        |          |
| 12世    | ティンレー・ギャツォ         | 1856年 - 1875年   | 'phrin-las rgya-mtsho འཕྲིན་ལས་རྒྱ་མཚོ་        |          |
| 13世    | トゥプテン・ギャツォ         | 1876年 - 1933年   | thub-bstan rgya-mtsho ཐུབ་བསྟན་རྒྱ་མཚོ་        |          |
| 14世    | テンジン・ギャツォ           | 1935年 - 現在     | bstan-'dzin rgya-mtsho བསྟན་འཛིན་རྒྱ་མཚོ་      |          |

- 対立6世イェシェー・ギャツォは、ダライ・ラマ6世ツァンヤン・ギャツォの廃位の後、ホシュート部の首長ラサン・ハン（英語版、中国語版）によって擁立された対立ダライ・ラマ。しかし、ラサン・ハンの傀儡と見なされたためにチベット人社会の支持を得られなかった上に、ホシュート部を破ったジュンガル部の首長ツェワン・ラプテンによって廃位された。